# 城隍里 (臺南市)
城隍里，是臺灣臺南市中西區的一個里，名稱得自境內的古蹟臺灣府城隍廟。該里是2018年4月30日，合併公正里、青年里及萬昌里（部分）而新設立的里，東邊以北門路一段為界與東區相鄰，東南邊以民權路一段為界與開山里相鄰，西南邊以民權路一段接青年路為界與永華里相鄰，北邊以中山路為界與赤嵌里相鄰。

## 沿革
城隍里一帶在清代位於臺灣府城內，屬於東安坊，包括太爺崎、考棚、考棚後、利泰巷、嶺前街、嶺後街、公廨內、府東巷、二老口、亭仔腳、元會境、經廳口、金葫蘆、辜婦媽街、四嫂巷、油行尾、岳帝廟街、仁厚境等地點:93、94。
日治後期則屬於臺南市大正町（一丁目、二丁目、三丁目）、壽町（一丁目、二丁目）、清水町（一丁目、二丁目、三丁目）、高砂町（一丁目、二丁目、三丁目）、花園町（一丁目、二丁目）、本町（一丁目）、東門町（一丁目、三丁目）、開山町（三丁目）:91、93。
民國107年（2018年）4月30日，合併公正里、青年里及萬昌里（原萬壽里部分）設立城隍里。

## 其他
過去在臺南市北區曾設置有城隍里，名稱來自臺灣縣城隍廟:257。範圍是忠義路三段、裕民街、西門路三段24巷、成功路238巷所圍成的區域:257，2018年4月30日起屬於北華里。